# 桃力民办事处
桃力民办事处原是抗日战争中期，绥远省政府第三行政专员公署下辖的行政机构。是为满足伊克昭盟，动员当地汉族民众参加抗战的需求而设。因伊克昭盟各旗抵制，其辖区未能正式置县，故以桃力民办事处作为行政区的代称。当地民众或依办事处驻地姆呼尔梢村，称姆呼尔梢办事处。辖区在今内蒙古自治区鄂尔多斯市鄂托克旗和杭锦旗境内，管辖杭锦旗黄河以南地区近三分之一面积。

## 背景
桃力民是鄂托克旗木凯淖尔镇的一个自然村，桃力民来源于蒙古语“查汉桃日莫（或察干桃日莫）”，意为“向阳的白泥壕”。桃力民及附近地区属伊克昭盟管辖。抗日战争开始后，成为抗日前沿地带。当地蒙古王公或投靠日本，或态度暧昧。中国共产党亦积极争取此地。1938年6月，中国共产党绥蒙工作委员率部进驻桃力民地区的克泊尔庙（在今木凯淖尔镇大克泊尔村）。中共绥蒙工委以八路军绥蒙游击司令部政治部名义对外展开工作，主任白如冰，并创建桃力民抗日根据地。1939年11月，在大青山建立中共绥远省委，中共绥蒙工委撤消。其后，在桃力民地区的乌素加汗村建立中共伊盟工委，受陕甘宁边区党委领导，对外称八路军联络参谋处。而随着国共摩擦加剧，八路军于1941年撤出桃力民地区，并撤消中共伊盟工委。

## 桃力民办事室
当时，为了更好的管理地方及民众，国民政府对伊克昭盟部分蒙旗实行蒙汉分治。1941年春，绥远省政府在东胜组建第三行政专员公署，负责管理伊克昭盟。专员公署下辖七旗一县，及耳字壕民众组训处、桃力民办事室。
桃力民办事室负责人刘实朴，驻地姆呼尔梢村。管辖地区，包括今杭锦旗南部和东部的亚斯图、四十里梁、胜利、阿门其日格、特然高勒等乡镇（苏木），北部的杭锦淖、独贵特拉、永胜、吉尔格朗图、巴拉贡、呼和木独、建设等乡镇，鄂托克旗东部和北部的汉族聚居开垦的粮地（或称明地）地区，包括今公其日格、早梢、沙井等乡及木肯淖部分地区。最初划分三个区，以保甲制管理。

## 建立及废置
1943年，绥远省政府将桃力民办事室升级为县级编制的行政机构——桃力民办事处。当时，桃力民办事处夹在杭锦旗、鄂托克旗、乌审旗、郡王旗、东胜县和达拉特旗之间，将诸旗县全部分隔。而桃力民办事处所辖地区，又将杭锦旗黑地（未开垦的蒙地）包围。除了动员汉族民众参加抗日战争的需要外，有认为绥远省政府的划分与杭锦旗末代扎萨克阿拉坦敖其尔投靠蒙疆政权有关。
桃力民办事处首任处长傅观澜，是当时绥远省主席傅作义的亲信。办事处下设五科：民政、财政、建设、教育、军事，一个会计室（实即办公室）。另有警察局、法院、监狱。
办事处原管辖的三个区，后改为十个乡。十个乡，分别是杭锦旗的慧民乡、慧成乡、慧德乡，梁外地区的民泰乡、民乐乡、民兴乡、民立乡、民和乡、民福乡和隆兴乡，并设立乡公所。1945年，抗日战争胜利后，又合并为七个乡。1949年时，所辖七乡：惠民乡、隆兴乡、民乐乡、民立乡、民和乡、民泰乡。共辖三十三个保，一百九十六个甲，共计三千一百六十六户。驻地仍是姆呼尔梢村。1948年4、5月间，傅观澜奉绥远省保安司令部委任，组建桃力民自卫一团、二团。同年，王培仁任接任办事处处长。办事处机构规模类似于乙级县，1949年1月、6月有过两次精简。至12月时，内设一室二科（秘书室、政务科、军事科），另有财粮等附属机构，以及司法处、警察局。
1949年9月，绥远省主席董其武投降中共，宣布绥远省起义，即九·一九起义。桃力民办事处奉命等待解放军接收。1949年末，仍为绥远省伊克昭盟管辖。12月21日，绥远省军政委员会发出《关于解决乌伊两盟问题纪要》，其中决定取消桃力民办事处和达拉特旗组训处两个特殊的县级行政区，将桃力民办事处辖区划回杭棉旗和鄂托克旗。27日，绥远省军政委员会成立大会上，副主席高克林在讲话中明确了绥远省军政委员会管辖的行政区，确定取消桃力民办事处、达拉特旗组训处。
1950年3月8日，绥远省人民政府设立桃力民中心区人民政府。王得胜为中心区人民政府代理主任。王得胜等人通过解放军的协助，在第二次接收时，完成了对桃力民办事处的接收工作。原办事处长王培仁已在此前出走。3月18日，桃力民中心区人民政府正式办公。至5月4日，完成各乡交接手续，任命新的乡长，而大部分职员自愿留用。不久，辖下的惠民乡改属杭锦旗。其余的乡改为区，以数字命名。同时，废除保甲制，改保为行政村，甲为自然村。1951年5月4日，绥远省人民政府撤消桃力民中心区人民政府，辖区归属原旗。

## 备注
1. ↑  何知文的文章未提及现今姆呼尔梢村的具体位置，仅知在桃力民村东十来华里处，位于杭锦旗和鄂托克旗交界处，靠近鄂托克旗一边。
2. ↑  字面意思为白色的泥土
3. ↑  李中林的原文遗漏一个乡。